# Bertrand Bonello
Bertrand Gérard Michel Bonello (Niza, 11 de septiembre de 1968) es un realizador, guionista y compositor francés. En 2011 estrenó L'Apollonide: souvenirs de la maison close, que se ha convertido en una película de culto.

## Biografía
Nacido en Niza el 11 de septiembre de 1968, Bertrand Bonello comparte su vida entre París y Montreal en Canadá con su pareja, la fotógrafa Josée Deshaies, canadiense de nacimiento. Músico de formación clásica, ha acompañado a numerosos artistas como Françoise Hardy, Elliott Murphy, Gérald de Palmas o Daniel Darc. En 1995 decide consagrarse al cine. Desde entonces, ha realizado tres cortometrajes y dos documentales, entre los que figura el titulado Qui je suis (1996), además de un puñado sus largometrajes.

## Trayectoria
Su primer largometraje, Algo orgánico (1998), presentado al festival de Berlín en la sección Panorama, busca un lugar en la nueva generación de cineastas franceses. Su segundo largometraje, con un título provocativo, Le Pornographe, con Jean-Pierre Léaud, fue presentado en la sección Semana Internacional de la Crítica del festival de Cannes 2001 y obtuvo el premio de la FIPRESCI. La película evoca las relaciones paterno filiales, así como el oficio de cineasta y el compromiso político.
Bertrand Bonello presenta un universo singular con Tiresia, su tercera película, que participó en la competición oficial del festival de Cannes en 2003. En 2005, presentó a la selección oficial de Cannes el cortometraje Cindy, The Doll is mine. En él, la actriz Asia Argento interpreta un personaje inspirado en la fotógrafa estadounidense Cindy Sherman. En 2008, estrenó la película De la guerre, donde la autobiografía se mezcla con una ficción muy libre. Fue presentada a la Quincena de los realizadores del mismo año.

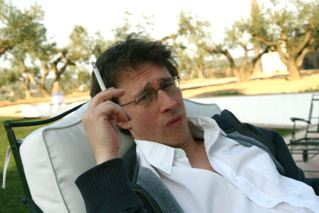
Bertrand Bonello en 2009.

En 2010 presenta en Locarno su cortometraje Where the boys are. En 2011, estrena la película L'Apollonide: souvenirs de la maison close, una atrevida ficción sobre un lupanar, con una distribución prestigiosa para un presupuesto limitado. Fue aclamada por la prensa y presentada en la competición oficial del Festival de Cannes 2011. En 2012, presidió el jurado de la semana de la crítica. 
En 2014, tras el éxito de L' Apollonide, Bonello es contratado por los productores Éric y Nicolas Altmayer para realizar una película biográfica sobre el célebre modisto Yves Saint Laurent. Sant Laurent sale en 2014, con Gaspard Ulliel en el papel principal. 
En palabras de Bertrand Bonello, el director ha querido mostrar «lo que le costaba al modisto ser Yves Saint Laurent todos los días», entre creación, depresión y deberes personales. La película fue seleccionada al Festival de Cannes 2014. La película obtuvo la mejor taquilla de Bonello, pues vendió más de 350 000 entradas, y compite con otra película que lleva el mismo nombre, Yves Saint Laurent, de Jalil Lespert. La película fue seleccionada para representar a Francia al Oscar a la mejor película en lengua extranjera en 2015, pero no fue premiada. Sin embargo, la película recibió un total de 10 nominaciones a los premios César 2015, entre otros a la mejor película y mejor realizador.
En agosto de 2016 presenta Nocturama, película para la que Bonello había barajado otro nombre, "París es una fiesta". Esta película, algunos de cuyos actores son amateurs, trata de la relación entre una juventud a la deriva y la violencia ciega, el terrorismo. Debido a razones externas, la película no fue seleccionada al Festival de Cannes 2016
En febrero de 2022, Bonello presentó a la selección Encuentros del Festival de Cine de Berlín la película Coma, que combina imagen real con animación y cuenta la historia de una adolescente que navega entre los sueños y la realidad, hasta que arranca tras una inquietante y misteriosa youtuber llamada Patricia Coma. Está protagonizada por Louise Labèque, Julia Faure, Gaspard Ulliel, Laetitia Casta, Vincent Lacoste, Louis Garrel y Anaïs Demoustier, y es la última película rodada por Gaspard Ulliel antes de su muerte.

### Creación musical y otras artes
Bertrand Bonello no ceja en su gran pasión por la música. En junio de 2007 salió su álbum My new Picture. Su tercer álbum, Accidentes (Nuun Récords), se editó en 2014. Se trata de un álbum casi instrumental, entre música clásica y sintetizadores. 
Organiza también una exposición del Centro de Arte Pompidou. Y un libro está editado, Películas Fantasmas, sobre sus proyectos inacabados. Y para acabar el año, es miembro del jurado del festival de cine de Marrakech.

## Filmografía

### Cortometrajes
- 1996: Qui je suis, según Pier Paolo Pasolini con dibujos de Jean-Charles Blais
- 2002: The Adventures of James and David
- 2005: Cindy: The Doll Is Mina
- 2007: My New Picture (cortometraje musical)
- 2010: Where the Boys Are

### Largometrajes
- 1998: Algo de orgánico
- 2001: Le pornographe
- 2003: Tiresia
- 2008: De la guerra
- 2011: L'Apollonide: souvenirs de la maison close
- 2014: Saint Laurent
- 2016: Nocturama
- 2019: Zombi Child
- 2022: Coma
- 2023: La Bestia

### Actor
- 2014: Saint Laurent de Bertrand Bonello: un periodista de Liberación
- 2015: La Espalda roja de Antoine Barraud: Bertrand

## Discografía
- 2014: Accidentes[9]

## Puesta en escena
- Bertrand Bonello iba a ser director de escena en el estreno de Don Carlos, de Verdi para la Ópera de la Bastilla en otoño de 2017,[10] pero rompió con la productora.[11]

## Premios y distinciones
Festival Internacional de Cine de Cannes
| Año  | Categoría            | Película       | Resultado |
| ---- | -------------------- | -------------- | --------- |
| 2001 | Premio de la Crítica | Le Pornographe | Ganador   |

Festival Internacional de Cine de San Sebastián
| Año  | Categoría     | Película  | Resultado |
| ---- | ------------- | --------- | --------- |
| 2016 | Premio Signis | Nocturama | Ganador   |

- Tiresia
  - Seleccionado en competición oficial al Festival de Cannes 2003
- L'Apollonide: Recuerdos del prostíbulo
  - Nominado al César a la mejor música en la 37.ª ceremonia de los premios César.
  - Seleccionado en competición oficial al Festival de Cannes 2011
- Sant Laurent
  - Seleccionado en competición oficial al Festival de Cannes 2014.
  - Seleccionado para representar Francia al Oscar de la mejor película en lengua extranjera a la 87.ª ceremonia de los Oscars.
  - Nombrado a los Premios Luces de la mejor película y del mejor realizador en la 20.ª ceremonia de los premios Lumière.
  - Nominado al César a la mejor película y al mejor realizador en la 40.º ceremonia de los premios César.